# 1992

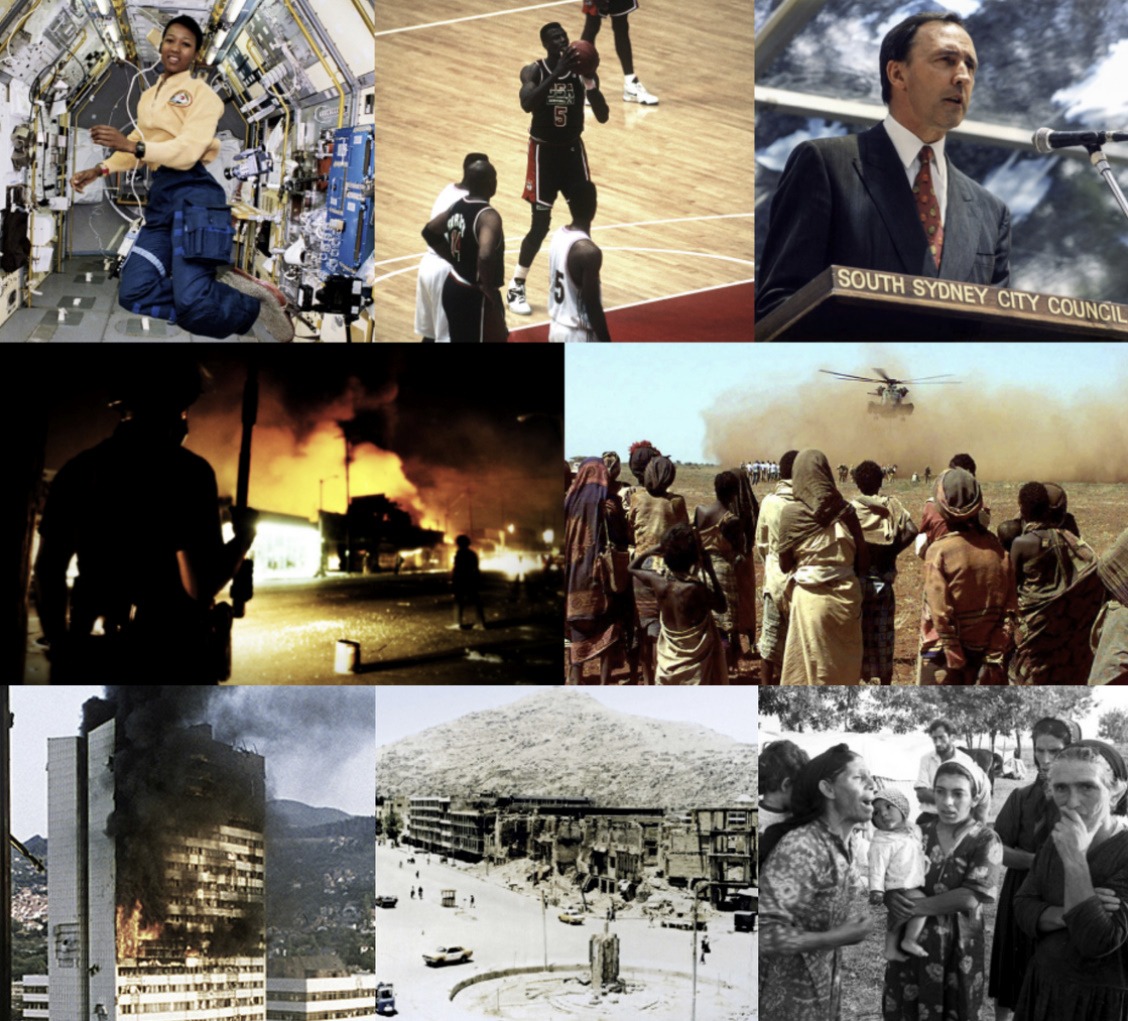

1992 (MCMXCII) là một năm nhuận bắt đầu vào Thứ tư của lịch Gregory, năm thứ 1992 của Công nguyên hay của Anno Domini, the năm thứ 992  của thiên niên kỷ 2, năm thứ 92  của thế kỷ 20, và năm thứ  3   của thập niên 1990. 

## Sự kiện

### Tháng 1
- 1 tháng 1: René Felber trở thành tổng thống Thụy Sĩ.
- 3 tháng 1: Ngưng bắn giữa Serbia và Croatia.
- 9 tháng 1: Tại Bosna và Hercegovina: Thành lập Đảng Cộng hòa.
- 15 tháng 1: Slovenia và Đức thiết lập quan hệ ngoại giao.
- 19 tháng 1: Đức thiết lập quan hệ ngoại giao với Croatia.

### Tháng 2
- 3 tháng 2: Thiết lập quan hệ ngoại giao giữa Kyrgyzstan và Đức.
- 12 tháng 2: Hiến pháp dân chủ mới trong Mông Cổ.

### Tháng 3
- 2 tháng 3: Armenia, Tajikistan, Turkmenistan, Uzbekistan, San Marino, Cộng hòa Moldova, Kazakhstan, Kyrgyzstan, và Azerbaijan trở thành thành viên của Liên Hợp Quốc.
- 6 tháng 3: Tại Azerbaijan: Tổng thống Mutalibow từ chức.
- 12 tháng 3: Thành lập Cộng hòa Mauritius.
- 13 tháng 3: Tại Burundi: Hiến pháp mới. Động đất trong vùng Erzincan, Thổ Nhĩ Kỳ, khoảng 650 người chết.
- 22 tháng 3: Croatia trở thành thành viên trong OSCE.
- 24 tháng 3: Gruzia và Slovenia trở thành thành viên của OSCE.

### Tháng 4
- 17 tháng 4: Armenia gia nhập OSCE.
- 18 tháng 4: Maaouya Ould Sid'Ahmed Taya trở thành tổng thống của Mauritanie.
- 22 tháng 4: Janez Drnovšek trở thành thủ tướng của Slovenia.
- 23 tháng 4: Tướng Than Shwe trở thành nhà lãnh đạo quốc gia trong Myanma.

### Tháng 5
- 7 tháng 5: Slovenia trở thành thành viên của Tổ chức Y tế Thế giới.
- 18 tháng 5: Tại Turkmenistan: Hiến pháp mới.
- 22 tháng 5: Croatia và Bosna và Hercegovina trở thành thành viên của Liên Hợp Quốc. Kazakhstan trở thành thành viên trong UNESCO.
- 27 tháng 5: Cộng hòa Moldau và Slovenia trở thành thành viên trong UNESCO.
- 28 tháng 5: Armenia gia nhập Quỹ tiền tệ quốc tế.

### Tháng 6
- 1 tháng 6: Croatia trở thành thành viên trong UNESCO.
- 2 tháng 6: Kyrgyzstan trở thành thành viên trong UNESCO.
- 3 tháng 6: Azerbaijan trở thành thành viên trong UNESCO.
- 7 tháng 6: Tại Azerbaijan: Abulfaz Eltschibey trở thành tổng thống.
- 9 tháng 6: Armenia trở thành thành viên trong UNESCO.
- 10 – 26 tháng 6: Giải vô địch bóng đá châu Âu 1992 tổ chức tại Thụy Điển, đội tuyển bóng đá quốc gia Đan Mạch giành chức vô địch trong giải đấu này.
- 15 tháng 6: Tại Burkina Faso: Youssouf Ouédraogo trở thành lãnh đạo chính phủ mới.
- 19 tháng 6: Armenia gia nhập Ngân hàng Thế giới.
- 28 tháng 6: Bầu cử dân chủ trong Mông Cổ.

### Tháng 7
- 3 tháng 7: Tại Estonia: Hiến pháp mới có hiệu lực.
- 8 tháng 7: Thomas Klestil trở thành tổng thống Áo.
- 15 tháng 7: Kazakhstan trở thành thành viên trong Quỹ tiền tệ quốc tế.
- 24 tháng 7: Kazakhstan trở thành thành viên của Ngân hàng Thế giới.
- 31 tháng 7: Gruzia trở thành thành viên của Liên Hợp Quốc. Tại Nam Kinh, Cộng hòa Nhân dân Trung Hoa: Rơi một chiếc Yakovlev Jak-42 108 người chết.

### Tháng 8
- 27 tháng 8: Truyền hình cáp Saigontourist chính thức thành lập.

### Tháng 9
- 12 tháng 9: Tại Madagascar: Hiến pháp mới.
- 20 tháng 9: Tại Estonia: Bầu cử tổng thống và quốc hội.
- 28 tháng 9: Tại Kathmandu, Nepal: Một chiếc Airbus A300 của Pakistan International Airlines đâm vào núi, tất cả 167 người trên máy bay đều chết.
- 29 tháng 9: Bầu cử tổng thống và quốc hội trong Angola.

### Tháng 10
- 5 tháng 10: Tại Estonia: Lennart Meri trở thành tổng thống.
- 7 tháng 10: Gruzia trở thành thành viên của UNESCO.
- 11 tháng 10: Tại Gruzia: Eduard Shevardnadze trở thành tổng thống.
- 12 tháng 10: Động đất tại Cairo, gần 600 người chết.
- 14 tháng 10: Hiến pháp mới trong Togo.
- 15 – 20 tháng 10: Cúp Nhà vua Fahd 1992 tổ chức tại Ả Rập Xê Út, đội tuyển bóng đá quốc gia Argentina giành chức vô địch trong giải đấu này.
- 25 tháng 10: Tại Litva: Hiến pháp mới. Bầu cử quốc hội trong Litva.
- 29 tháng 10 – 8 tháng 11: Cúp bóng đá châu Á 1992 tổ chức tại Nhật Bản, đội tuyển bóng đá quốc gia Nhật Bản giành chức vô địch trong giải đấu này.

### Tháng 11
- 16 – 28 tháng 11: Giải vô địch bóng đá trong nhà thế giới 1992 tổ chức tại Hồng Kông, đội tuyển bóng đá trong nhà quốc gia Brasil giành chức vô địch trong giải đấu này.
- 24 tháng 11: Tại Quế Lâm, Cộng hòa Nhân dân Trung Hoa: Rơi một chiếc Boeing 737 của China Southern Airlines, tất cả 141 người trên máy bay đã chết.

### Tháng 12
- 7 tháng 12: Sửa đổi hiến pháp Ba Lan.
- 12 tháng 12: Động đất tại vùng Flores, Indonesia, khoảng 2.500 người chết.
- 14 tháng 12: Croatia trở thành thành viên của Quỹ tiền tệ quốc tế.

## Sinh

### Tháng 1
- 1 tháng 1:
  - H'Ăng Niê, Á hậu Siêu mẫu Thế giới 2018
  - Jack Wilshere, cầu thủ bóng đá người Anh
- 4 tháng 1: Trần Ngọc Lan Khuê, Hoa Khôi Áo dài Việt Nam 2014
- 11 tháng 1: Lee Seunghoon, ca sĩ người Hàn Quốc của nhóm nhạc nam WINNER
- 13 tháng 1: Phạm Anh Duy, ca sĩ người Việt Nam
- 22 tháng 1: 
  - Vincent Aboubakar, cầu thủ bóng đá người Cameroon
  - Ruben Den Boer, DJ người Hà Lan, thành viên nhóm nhạc Vicetone
- 28 tháng 1: Huỳnh Anh, diễn viên người Việt Nam

### Tháng 2
- 1 tháng 2: Mao Ichimichi, nữ diễn viên người Nhật Bản
- 5 tháng 2: Neymar, cầu thủ bóng đá người Brasil
- 27 tháng 2: Callum Wilson, cầu thủ bóng đá người Anh

### Tháng 3
- 6 tháng 3: Tsugunaga Momoko, nữ ca sĩ người Nhật Bản
- 10 tháng 3: Emily Osment, nữ diễn viên, ca sĩ người Mỹ
- 14 tháng 3: Đào Trọng Trí, bác sĩ người Việt Nam, thành viên của Câu lạc bộ bóng đá Hoàng Anh Gia Lai (m. 2023)[1]
- 23 tháng 3:
  - Kyrie Irving, cầu thủ bóng rổ người Úc/Mỹ
  - Bạch Vĩ Phân (Miko Tôn Hàm), nữ ca sĩ, nhạc sĩ, diễn viên người Singapore, thành viên nhóm nhạc BY2
  - Bạch Vĩ Linh (Yumi Tôn Vũ), nữ ca sĩ, nhạc sĩ, diễn viên người Singapore, thành viên nhóm nhạc BY2

### Tháng 4
- 15 tháng 4: Amy Diamond, nữ ca sĩ Thụy Điển
- 17 tháng 4: Harry Lu (Lữ Tấn Vũ), diễn viên người Đài Loan
- 26 tháng 4: Aaron Judge, cầu thủ bóng chày Mỹ
- 29 tháng 4: Bùi Thị Thu Thảo, nữ vận động viên nhảy xa người Việt Nam
- 30 tháng 4: Phương Anh Đào, nữ diễn viên người Việt Nam

### Tháng 5
- 1 tháng 5: Hani, ca sĩ người Hàn Quốc, thành viên nhóm nhạc nữ EXID
- 2 tháng 5: Sunmi, nữ ca sĩ người Hàn Quốc, thành viên cựu nhóm nhạc nữ Wonder Girls
- 3 tháng 5: Mâu Thủy (Mâu Thị Thanh Thủy), Á hậu Hoàn Vũ Việt Nam 2017
- 4 tháng 5: Mạc Văn Khoa, diễn viên người Việt Nam, á quân Cười xuyên Việt 2015
- 6 tháng 5: Baekhyun, ca sĩ, thành viên nhóm nhạc EXO
- 12 tháng 5: Đặng Quang Huy, cầu thủ bóng đá Việt Nam
- 15 tháng 5: H'Hen Niê, Hoa hậu Hoàn vũ Việt Nam 2017
- 16 tháng 5: Davika Hoorne (Mai Davika), nữ diễn viên, ca sĩ, người mẫu người Thái Lan/Bỉ
- 18 tháng 5: Spencer Breslin, diễn viên người Mỹ
- 19 tháng 5: Marshmello, DJ người Mỹ
- 29 tháng 5: Anne-Luise Tietz, nữ diễn viên người Đức
- 30 tháng 5:
  - Anh Tú, ca  sĩ người Việt Nam
  - Chấn Hào (Nguyễn Lon Ton), ca sĩ người Việt Nam

### Tháng 6
- 2 tháng 6: Nguyễn Quốc Trường Thịnh, diễn viên người Việt Nam
- 3 tháng 6: Địch Lệ Nhiệt Ba, nữ Diễn viên người Trung Quốc
- 3 tháng 6: Mario Götze, cầu thủ bóng đá người Đức
- 9 tháng 6: Freddie Highmore, Diễn viên Anh
- 21 tháng 6: Kim Taehyung (J.seph), ca sĩ người Hàn Quốc của nhóm nhạc tổng hợp nam nữ K.A.R.D
- 24 tháng 6: MLee (Quách Tapiau Maily), nữ ca sĩ, rapper người Pháp/Việt Nam
- 25 tháng 6: Koen Casteels, cầu thủ bóng đá người Bỉ

### Tháng 7
- 4 tháng 7: (S)TRONG Trọng Hiếu (Nguyễn Trọng Hiếu), ca sĩ, vũ công, diễn viên người Đức/Việt Nam, quán quân Thần tượng âm nhạc Việt Nam 2015
- 8 tháng 7: Son Heung-min, cầu thủ bóng đá người Hàn Quốc
- 9 tháng 7: Victor Pool, DJ người Hà Lan, thành viên nhóm nhạc Vicetone
- 20 tháng 7: Khoa Pug, Youtuber người Việt Nam
- 22 tháng 7: Selena Gomez, nữ diễn viên, ca sĩ Mỹ
- 25 tháng 7: Hamza Mathlouthi, cầu thủ bóng đá người Tunisia

### Tháng 8
- 12 tháng 8: Cara Delevingne, siêu mẫu thời trang kiêm diễn viên người Anh
- 19 tháng 8: Trương Thảo Nhi, nữ ca sĩ kiêm nhạc sĩ người Việt Nam, á quân Bài hát hay nhất 2016
- 20 tháng 8: Demi Lovato, nữ diễn viên, ca sĩ Mỹ
- 26 tháng 8: Phùng Trương Trân Đài, Hoa hậu Chuyển giới Việt Nam 2020

### Tháng 9
- 3 tháng 9: Bảo Anh, nữ ca sĩ người Việt Nam
- 8 tháng 9: Dương Edward (Nguyễn Tùng Dương), ca sĩ người Việt Nam
- 9 tháng 9: Tiêu Châu Như Quỳnh, nữ ca sĩ người Việt Nam
- 10 tháng 9: Soobin (Nguyễn Huỳnh Sơn), ca sĩ kiêm sáng tác nhạc người Việt Nam, thành viên nhóm SpaceSpeakers
- 21 tháng 9: Chen, ca sĩ, thành viên nhóm nhạc EXO
- 24 tháng 9: Đình Tú, diễn viên người Việt Nam
- 28 tháng 9: Skye McCole Bartusiak, nữ Diễn viên Mỹ (m. 2014)
- 29 tháng 9: Châu Thâm, ca sĩ người Trung Quốc

### Tháng 10
- 2 tháng 10: Vũ Cát Tường, nữ ca sĩ kiêm nhạc sĩ người Việt Nam
- 11 tháng 10: Cardi B (Belcalis Marlenis Almánzar), nữ rapper, nghệ sĩ thu âm hip hop người Mỹ, vợ của nam rapper Offset
- 17 tháng 10: Kai Đinh (Đinh Lê Hoàng Vỹ) ca sĩ kiêm nhạc sĩ người Việt Nam
- 20 tháng 10: Matthew Kim (B.M) ca sĩ, thành viên nhóm nhạc nam/nữ K.A.R.D
- 30 tháng 10: Kim Ny Ngọc, nữ ca sĩ người Việt Nam
- 31 tháng 10: Bùi Văn Tự, nghệ sĩ, nhà điêu khắc ánh sáng người Việt Nam

### Tháng 11
- 10 tháng 11: Dean (Kwon Hyuk), ca sĩ, nhạc sĩ, nhà sản xuất âm nhạc người Hàn Quốc
- 16 tháng 11: Nguyễn Trần Trung Quân, ca sĩ, nhạc sĩ người Việt Nam
- 20 tháng 11: Tuấn Trần (Trần Duy Tuấn), diễn viên, người mẫu người Việt Nam
- 23 tháng 11: Miley Cyrus, nữ diễn viên, ca sĩ người Mỹ
- 27 tháng 11: Park Chan Yeol, ca sĩ người Hàn Quốc, thành viên nhóm nhạc EXO
- 30 tháng 11: Hoàng Cảnh Du, diễn viên người Trung Quốc

### Tháng 12
- 5 tháng 12: Giorgio Cantarini, diễn viên người Ý
- 4 tháng 12: Kim Seok Jin, ca sĩ người Hàn Quốc, thành viên nhóm nhạc BTS
- 12 tháng 12: Khắc Hưng, ca sĩ, nhạc sĩ người Việt Nam, em trai ca sĩ, nhạc sĩ Khắc Việt

## Mất
- 1 tháng 1: Giorgio Scarlatti, tay đua (s. 1921)
- 3 tháng 1: Judith Anderson, Diễn viên (s. 1897)
- 9 tháng 1: Jochen van Aerssen, chính khách Đức (s. 1941)
- 17 tháng 1: Charlie Ventura, nhạc sĩ nhạc jazz Mỹ (s. 1916)
- 20 tháng 1:
  - Paul Tröger, kiện tướng cờ vua Đức (s. 1913)
  - Katrin Sello, nhà nữ phê bình nghệ thuật (s. 1941)
- 21 tháng 1: Edmund Collein, kiến trúc sư Đức (s. 1906)
- 26 tháng 1: José Ferrer, Diễn viên, đạo diễn phim (s. 1912)
- 29 tháng 1: Willie Dixon, nhạc sĩ nhạc blues Mỹ (s. 1915)
- 31 tháng 1: Martin Held, Diễn viên Đức (s. 1908)
- 06 tháng 2: Felix Rexhausen, nhà báo Đức, tác giả (s. 1932)
- 09 tháng 2: Andor Foldes, nghệ sĩ dương cầm Mỹ gốc Hungary (s. 1913)
- 10 tháng 2: Alex Haley, nhà văn Mỹ (s. 1921)
- 14 tháng 2: Elisabeth Schnack, nhà văn nữ Thụy Sĩ (s. 1899)
- 15 tháng 2: William Schuman, nhà soạn nhạc Mỹ (s. 1910)
- 16 tháng 2:
  - George MacBeth, thi sĩ Scotland, nhà văn (s. 1932)
  - Jânio Quadros, tổng thống Brasil (s. 1917)
- 28 tháng 2: Arsène Becuwe, nhà soạn nhạc Bỉ, nhạc trưởng (s. 1891)
- 02 tháng 3: Sandy Dennis, nữ Diễn viên Mỹ (s. 1937)
- 03 tháng 3: Eux Stocké, doanh nhân Đức (s. 1895)
- 05 tháng 3: Harry Ristock, chính khách Đức (s. 1928)
- 06 tháng 3: Maria Elena Vieira da Silva, nữ họa sĩ, nữ nghệ sĩ tạo hình (s. 1908)
- 08 tháng 3: Hubert Doppmeier, chính khách (s. 1944)
- 09 tháng 3: Menachem Begin, chính khách Israel (s. 1913)
- 11 tháng 3: Richard Brooks, đạo diễn phim Mỹ (s. 1912)
- 12 tháng 3: Heinz Kühn, chính khách Đức, thủ hiến của bang Nordrhein-Westfalen (s. 1912)
- 15 tháng 3: Sergio Guerri, [[Hồng y ]] của Giáo hội Công giáo La Mã (s. 1905)
- 17 tháng 3:
  - Jack Arnold, đạo diễn phim Mỹ (s. 1916)
  - Monika Mann, nhà văn nữ Đức (s. 1910)
- 23 tháng 3: Friedrich August von Hayek, nhà kinh tế học, nhận Giải thưởng Nobel (s. 1899)
- 27 tháng 3: Harald Sæverud, nhà soạn nhạc Na Uy (s. 1897)
- 28 tháng 3: Nikolaos Platon, nhà khảo cổ học Hy Lạp (s. 1909)
- 29 tháng 3: Paul Henreid, Diễn viên, đạo diễn phim (s. 1908)
- 30 tháng 3:
  - Manolis Andronikos, nhà khảo cổ học Hy Lạp (s. 1919)
  - Werner Koch, nhà văn Đức (s. 1926)
- 31 tháng 3: Hansmartin Decker-Hauff, nhà sử học Đức (s. 1917)
- 04 tháng 4: Samuel Reshevsky, kỳ thủ Mỹ (s. 1911)
- 06 tháng 4: Isaac Asimov, nhà hóa sinh Mỹ, nhà văn (s. 1920)
- 07 tháng 4: Ace Bailey, vận động viên khúc côn cầu trên băng Canada (s. 1903)
- 08 tháng 4: Käte Hamburger, nữ triết gia Đức (s. 1896)
- 09 tháng 4: Theodor Schieffer, nhà sử học Đức (s. 1910)
- 10 tháng 4: Peter Dennis Mitchell, nhà hóa học Anh, nhận Giải thưởng Nobel (s. 1920)
- 16 tháng 4: Werner Holtfort, chính khách Đức (s. 1920)
- 23 tháng 4: Satyajit Ray, đạo diễn phim Ấn Độ (s. 1921)
- 25 tháng 4: Werner Steinberg, nhà văn Đức (s. 1913)
- 27 tháng 4: Olivier Messiaen, nhà soạn nhạc Pháp, nghệ sĩ đàn ống (s. 1908)
- 28 tháng 4: Andrej Balantschiwadse, nhà soạn nhạc (s. 1906)
- 06 tháng 5:
  - Gaston Reiff, vận động viên điền kinh Bỉ (s. 1921)
  - Marlene Dietrich, nữ Diễn viên, nữ ca sĩ (s. 1901)
- 08 tháng 5: Otto Šimánek, Diễn viên Séc (s. 1925)
- 13 tháng 5: Gisela Elsner, nhà văn nữ Đức (s. 1937)
- 18 tháng 5: Marshall Thompson, Diễn viên Mỹ (s. 1925)
- 20 tháng 5: Giovanni Colombo, tổng giám mục của Milano, [[Hồng y ]] của Giáo hội Công giáo La Mã (s. 1902)
- 22 tháng 5: György Ránki, nhà soạn nhạc Hungary (s. 1907)
- 23 tháng 5:
  - Giovanni Falcone, luật gia (s. 1939)
  - Atahualpa Yupanqui, nam ca sĩ Argentina, nhà soạn nhạc, người chơi đàn ghita, nhà văn (s. 1908)
- 25 tháng 5: Carl Mathieu Lange, nhạc sĩ Đức (s. 1905)
- 30 tháng 5:
  - Karl Carstens, chính khách Đức, tổng thống Cộng hòa Liên bang Đức (s. 1914)
  - Antoni Zygmund, nhà toán học Mỹ (s. 1900)
- 31 tháng 5: Lutz Stavenhagen, chính khách Đức (s. 1940)
- 02 tháng 6: Franz Seidl, chính khách Đức
- 03 tháng 6: Johannes Baptist Lotz, triết gia Đức (s. 1903)
- 06 tháng 6: Werner Kreindl, Diễn viên Áo (s. 1927)
- 14 tháng 6: Thomas Nipperdey, nhà sử học Đức (s. 1927)
- 19 tháng 6: Kathleen McKane Godfree, nữ vận động viên quần vợt Anh (s. 1896)
- 25 tháng 6: Irma Tübler, nữ chính khách Đức (s. 1922)
- 27 tháng 6: Elizabeth Shaw, nữ nghệ nhân (s. 1920)
- 28 tháng 6: Mikhail Tal, kỳ thủ Xô Viết (s. 1936)
- 06 tháng 7: Amadeus August, Diễn viên Đức (s. 1942)
- 07 tháng 7: Josy Barthel, vận động viên điền kinh, huy chương Thế Vận Hội (s. 1927)
- 18 tháng 7: Giuseppe Paupini, [[Hồng y ]] của Giáo hội Công giáo La Mã (s. 1907)
- 19 tháng 7:
  - Georg Kliesing, chính khách Đức (s. 1911)
  - Paolo Borsellino, quan toà Ý (s. 1940)
- 24 tháng 7: Arletty, nữ Diễn viên Pháp (s. 1898)
- 25 tháng 7: Kurt Lütgen, nhà văn Đức (s. 1911)
- 02 tháng 8: Michel Berger, nam ca sĩ Pháp, nhà soạn nhạc (s. 1947)
- 04 tháng 8: František Tomášek, tổng giám mục của Praha, Hồng y của Giáo hội Công giáo La Mã (s. 1899)
- 06 tháng 8: Heinrich Eckstein, chính khách Đức (s. 1907)
- 12 tháng 8: John Cage, nhà soạn nhạc Mỹ (s. 1912)
- 19 tháng 8: Karl Storch, vận động viên điền kinh Đức (s. 1913)
- 29 tháng 8: Félix Guattari, bác sĩ tâm thần Pháp (s. 1930)
- 01 tháng 9:
  - Erich Bielka, bộ trưởng Bộ Ngoại giao Áo (s. 1908)
  - Piotr Jaroszewicz, chính khách Ba Lan, nhà quân sự, thủ tướng (s. 1909)
- 03 tháng 9: Bruno Bjelinski, nhà soạn nhạc Croatia (s. 1909)
- 05 tháng 9: HP Zimmer, họa sĩ Đức, nhà điêu khắc (s. 1936)
- 08 tháng 9: Hans-Otto Meissner, nhà ngoại giao Đức, nhà văn (s. 1909)
- 12 tháng 9: Anthony Perkins, Diễn viên Mỹ (s. 1932)
- 18 tháng 9: Harald Koch, chính khách Đức (s. 1907)
- 20 tháng 9: Rudolf Jacquemien, nhà văn Đức, nhà báo (s. 1908)
- 24 tháng 9: Wolfgang Schulz, nhà soạn nhạc Đức (s. 1941)
- 25 tháng 9:
  - Max Vehar, chính khách Đức (s. 1910)
  - Joseph Arthur Ankrah, cựu lãnh đạo nhà nước của Ghana (s. 1915)
  - César Manrique, nghệ nhân, kiến trúc sư, nhà điêu khắc (s. 1919)
- 27 tháng 9: Norbert Burger (Áo Politiker), chính khách Áo (s. 1929)
- 06 tháng 10: Denholm Elliott, Diễn viên Anh (s. 1922)
- 08 tháng 10:
  - Willy Brandt, chính khách Đức, 1969–1974 thủ tướng Cộng hòa Liên bang Đức (s. 1913)
  - Lisa Korspeter, nữ chính khách Đức (s. 1900)
- 09 tháng 10: Gerhard Piekarski, nhà y học Đức (s. 1910)
- 16 tháng 10: Shirley Booth, nữ Diễn viên Mỹ (s. 1898)
- 19 tháng 10:
  - Helmut Eschwege, nhà sử học Đức (s. 1913)
  - Arthur Wint, vận động viên điền kinh Jamaica, huy chương Thế Vận Hội (s. 1920)
- 20 tháng 10: Alexander Camaro, họa sĩ Đức (s. 1901)
- 25 tháng 10: Roger Miller, ca sĩ nhạc country Mỹ, nhà soạn nhạc (s. 1936)
- 01 tháng 11: Karl W. Deutsch, nhà chính trị học (s. 1912)
- 2 tháng 11:
  - Hal Roach, nhà sản xuất phim Mỹ, đạo diễn phim, Diễn viên (s. 1892)
  - Walter Niephaus, kỳ thủ Đức (s. 1923)
- 05 tháng 11:
  - Arpad Elo, nhà vật lý học Mỹ (s. 1903)
  - Jan Hendrik Oort, nhà thiên văn học Hà Lan (s. 1900)
- 07 tháng 11: Alexander Dubček, chính khách Slovakia (s. 1921)
- 12 tháng 11: Henriette Puig-Roget, nữ nghệ sĩ đàn ống Pháp, nghệ sĩ dương cầm, nhà soạn nhạc (s. 1910)
- 13 tháng 11: Karin Brandauer, nữ đạo diễn phim Áo, nữ tác giả kịch bản (s. 1945)
- 14 tháng 11: Ernst Happel, cầu thủ bóng đá Áo, huấn luyện viên bóng đá (s. 1925)
- 23 tháng 11: Roy Acuff, ca sĩ nhạc country (s. 1903)
- 26 tháng 11: Manfred Lehmbruck, kiến trúc sư (s. 1913)
- 29 tháng 11: Lawrence Trevor Picachy, tổng giám mục của Calcutta, [[Hồng y ]] (s. 1916)
- 07 tháng 12: Johannes Leppich, linh mục Đức, thầy tu dòng Tên (s. 1915)
- 10 tháng 12: Henry Hensche, họa sĩ Mỹ (s. 1899)
- 12 tháng 12: Robert Rex, chính khách (s. 1909)
- 16 tháng 12: Jürgen Egert, chính khách Đức (s. 1941)
- 17 tháng 12:
  - Dana Andrews, Diễn viên Mỹ (s. 1909)
  - Günther Anders, triết gia tiếng Đức, nhà văn tiểu luận (s. 1902)
- 19 tháng 12: Yahya Kanu, nguyên thủ quốc gia, Sierra Leone một ngày.[2]
- 23 tháng 12:
  - Eddie Hazel, người chơi đàn ghita Mỹ (s. 1950)
  - Guido Baumann, nhà báo Thụy Sĩ (s. 1926)
- 24 tháng 12: Peyo, họa sĩ vẽ tranh cho truyện comic Bỉ (s. 1928)
- 25 tháng 12:Hoàng Quốc Việt,chính khách Việt Nam (s.1905)
- 26 tháng 12: John George Kemeny, nhà toán học Hungary (s. 1926)
- 28 tháng 12: Elfie Mayerhofer, nữ Diễn viên Áo, nữ ca sĩ (s. 1917)

## Giải thưởng Nobel
- Hóa học - Rudolph A. Marcus
- Văn học - Derek Walcott
- Hòa bình - Rigoberta Menchú Tum
- Vật lý - Georges Charpak
- Y học - Edmond H. Fischer, Edwin G. Krebs
- Kinh tế - Gary Becker